# Успенка (Тыва)
Успенка (тув. Успенка) — село в Тандинского кожууне Республики Тыва. Административный центр и единственный населённый пункт сумоне Успенка. Население 380 человек (2007), 432 (2015).

## География
Село находится в Тувинской котловине, в полукилометре от р. Берёзовка (левая составляющая р. Межегей).
К селу административно относятся местечки (населённые пункты без статуса поселения) м. Березовка, м. Доргун-Тал, м. Кара-Булун.
Уличная сеть
ул. Октябрьский пер., Почтовый пер., ул. Оюн Сенгижик, ул. Пролетарская
Географическое положение
Расстояние до:
районного центра Бай-Хаак: 17 км.
столицы республики Кызыл:55 км.
Ближайшие населённые пункты
Межегей (Алаак) 5 км, Шанган 11 км, Ургайлыг (Арголик) 11 км, Бай-Хаак 17 км, Кочетово 17 км, Дурген 20 км, Сосновка 21 км, Чал-Кежиг (Элегест) 23 км, Элегест 24 км
климат
Успенка, как и весь Тандинский кожуун, приравнена к районам Крайнего Севера.

## История
В 1930-е в Успенке действовала школа-четырехлетка

## Население
| 2002 | 2010 | 2011 | 2012 | 2013 | 2014 | 2015 |
| ---- | ---- | ---- | ---- | ---- | ---- | ---- |
| 404  | ↗424 | ↗425 | ↗427 | ↗428 | ↗432 | ↗441 |
| 2016 | 2017 | 2018 | 2019 | 2020 | 2021 |      |
| ↗464 | ↗477 | ↗522 | ↗536 | ↗546 | ↗572 |      |

Национальный состав
Согласно результатам переписи 2002 года, в национальной структуре населения тувинцы составляли 95 % .

## Известные жители, уроженцы
Во времена государства Тувинская Народная Республика (1921-1944 годы) родились и сделали значительную карьеру в Советском Союзе ряд уроженцев сумона. 
- В Успенке родился Александр Петрович Курченко (род. 10 сентября 1939) — композитор и музыковед. Заслуженный деятель искусств Российской Федерации (1997).
- В  местечке Кара-Булун (Успенка) родился Владимир Чолдак-оолович Очур (1928—1997) — кандидат исторических наук, доцент, заслуженный работник культуры Тувинской АССР.

## Инфраструктура
отделение почтовой связи села Успенка (ул. Пролетарская, 12)
образование
МБОУ СОШ с. Успенка
сельское хозяйство
- Подсобные хозяйства
- Выращивание зерновых и зернобобовых культур: СХК УСПЕНКА
- Выращивание картофеля, столовых корнеплодных и клубнеплодных культур: СХК «СУБУДАЙ»

культура
МБУ Сельский клуб сумона Успенка
административная деятельность
Администрация села и сумона Успенка

## Транспорт
Автодорога местного значения.